# Kołaczkowice (gmina)
Kołaczkowice (do 1954 Szczytniki) – dawna gmina wiejska istniejąca w latach 1973–1976 w woj. kieleckim (dzisiejsze woj. świętokrzyskie). Siedzibą gminy były Kołaczkowice.
Gmina została utworzona w dniu 1 stycznia 1973 roku w powiecie buskim w woj. kieleckim. Gmina objęła 16 sołectw: Bosowice, Janina, Kołaczkowice, Kotki, Kuchary, Nowa Wieś, Palonki, Podgaje, Ruczynów, Słabkowice, Służów, Strzałków, Szczytniki, Widuchowa, Zaborze i Żerniki Górne.
9 grudnia 1973 z gminy Kołaczkowice wyłączono sołectwo Żerniki Górne, włączając je do gminy Busko-Zdrój w tymże powiecie.
1 czerwca 1975 gmina znalazła się w nowo utworzonym mniejszym woj. kieleckim.
1 lipca 1976 roku gmina została zniesiona a jej tereny przyłączone do gmin:
- Busko-Zdrój (obszary sołectw: Janina, Kołaczkowice, Kotki, Nowa Wieś, Palonki, Podgaje, Ruczynów, Słabkowice, Służów i Widuchowa),
- Stopnica (obszary sołectw: Bosowice, Kuchary, Strzałków, Szczytniki i Zaborze).